# Akademischer EHC Zürich
Der Akademischer Eishockey-Club Zürich (abgekürzt Akademischer EHC Zürich oder AECZ) ist ein Schweizer Sportverein aus Zürich, der 1915/16 Internationaler Schweizer Meister im Eishockey wurde.
Der Verein wurde im Jahr 1908 von Studenten der Eidgenössischen Technischen Hochschule Zürich gegründet und nahm erstmals 1910/11 an der Schweizer Eishockeymeisterschaft teil. 1929 und 1931 wurde der Verein zum Spengler Cup nach Davos eingeladen.

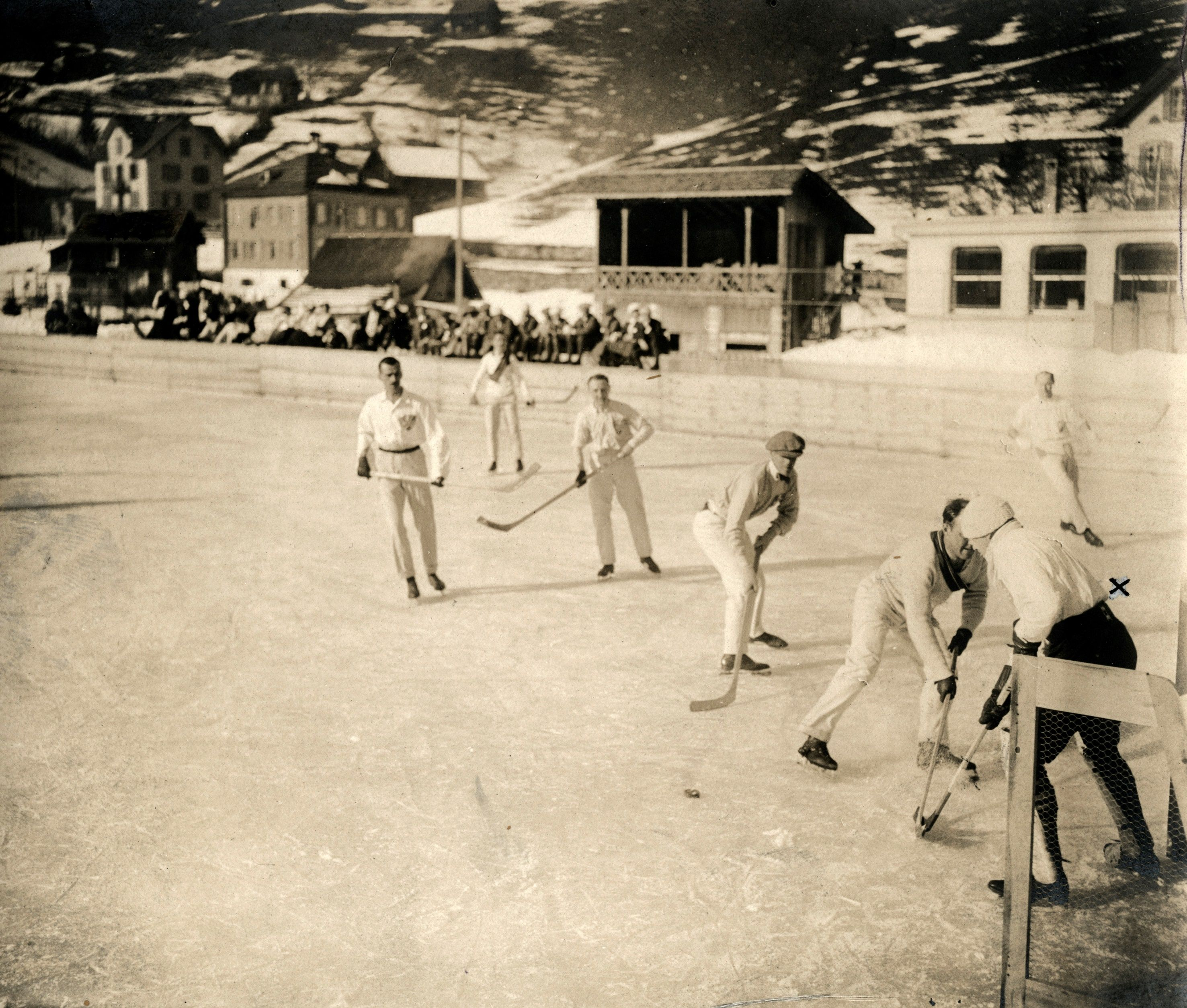
Spielszene zwischen dem Akademischen EHC und dem SC Engelberg (1912)

## Platzierungen
| Saisondaten 1911/12 bis 1936/37 | Saisondaten 1911/12 bis 1936/37        | Saisondaten 1911/12 bis 1936/37 | Saisondaten 1911/12 bis 1936/37 | Saisondaten 1911/12 bis 1936/37 |
| Saison                          | Meisterschaft                          | Hauptrunde                      | Platzierung                     | Endrunde                        |
| ------------------------------- | -------------------------------------- | ------------------------------- | ------------------------------- | ------------------------------- |
| 1910/11                         | Schweizer Meisterschaft                | Gruppe 1                        | 4. Platz                        | -                               |
| 1911/12                         | Schweizer Meisterschaft                | Gruppe 1                        | 3. Platz                        | -                               |
| 1912/13                         | Schweizer Meisterschaft                |                                 | 3. Platz                        | keine Teilnahme                 |
| 1915/16                         | Internationale Schweizer Meisterschaft | Vorrunde 2                      | 1. Platz                        | Meister                         |
| 1916/17                         | Internationale Schweizer Meisterschaft | Vorrunde 1                      | 3. Platz                        | -                               |
| 1919/20                         | Schweizer Meisterschaft                | Hauptrunde Ost                  | 1. Platz                        | Nichtantritt im Finale          |
| 1920/21                         | Schweizer Meisterschaft                | Hauptrunde Ost                  | 1. Platz                        | Vizemeister                     |
| 1921/22                         | Schweizer Meisterschaft                | Hauptrunde Ost                  | 3. Platz                        | -                               |
| 1924/25                         | Internationale Schweizer Meisterschaft | Hauptrunde Ost                  | 3. Platz                        | -                               |
| 1929/30                         | Internationale Schweizer Meisterschaft | Hauptrunde Ost                  | Finalniederlage                 | -                               |
| 1930/31                         | Internationale Schweizer Meisterschaft | Hauptrunde Ost 2                | 3. Platz                        | -                               |
| 1931/32                         | Internationale Schweizer Meisterschaft | Hauptrunde Zentral              | 3. Platz                        | -                               |
| 1931/32                         | Schweizer Meisterschaft                | Hauptrunde Ost 2                | 3. Platz                        | -                               |
| 1932/33                         | Internationale Schweizer Meisterschaft | Hauptrunde Zentral              | 2. Platz                        | -                               |
| 1933/34                         | Schweizer Meisterschaft                | Hauptrunde Zentral              | 3. Platz                        | -                               |
| 1935/36                         | Schweizer Meisterschaft                | Hauptrunde Zentral 2            | 1. Platz                        | Halbfinale                      |
| 1936/37                         | Schweizer Meisterschaft                | Hauptrunde Zentral              | 3. Platz                        | -                               |

Heute spielt der Verein in der Regio League Senioren B Ostschweiz und nimmt am Swiss Ice Hockey Cup teil.